# Meža
Méža (nemško Mieß) je reka v severni Sloveniji in neznatno v sosednji Avstriji, ki teče po Mežiški dolini in se kot njen desni pritok izliva v Dravo. Meža izvira v osrednjih Karavankah na avstrijskem Koroškem v bližini slovensko-avstrijske meje (na Maroldčevi planini). Po dobrem kilometru ponikne in ponovno izvira na slovenski strani meje, od tam pa teče najprej proti vzhodu do Črne na Koroškem. Tu zavije proti severu v ozko sotesko, se pri Poljani ponovno obrne proti vzhodu in pod Ravnami na Koroškem proti severovzhodu ter se pri Dravogradu izliva v Dravo.
Večji levi pritoki so Koprivna, Topla, Helenski potok, Šentanelska reka in Zelenbreški potok. Glavni desni pritoki so Bistra, Javorski potok, Jazbinski potok, Barbarski graben, Suha, Hotuljka in malo pred izlivom v Dravo še reka Mislinja, ki priteče vanjo kot desni pritok iz Mislinjske doline.

## Opis reke
Prvi izvir Meže je na južnem, gozdnatem pobočju slemena Snežnik–Javornik v magmatskih kamninah osrednjih Karavank. Kot majhen potoček teče mimo opuščene Maroldčeve planine (nem. Maroldalm) in se mestoma izgublja v periglacialnem drobirju. Nad kmetijo Kos v Koprivni pride na slovenski strani meje ponovno na dan v drugem izviru. V tem delu ima potok velik strmec, od izliva Repovega potoka navzdol pa se zareže v ozko, gozdnato grapo, po kateri teče v povsem naravni strugi, olepšani z brzicami, tolmuni ter belo-sivimi kamni iz karavanških magmatskih in metamorfnih kamnin. V dnu doline je le malo prostora za nekaj samotnih kmetij, nameščenih večinoma na vršajih Mežinih pritokov, le tu in tam so ob vodi manjše naplavne ravnice s travniki. V tem delu se vanjo z leve strani izpod Pece stekajo Koprivna, Topla in Helenski potok. Prvi večji desni pritok je Bistra izpod Raduhe in Smrekovškega pogorja, ki se ji pridruži malo nad Črno na Koroškem. Tu se prvič pojavi nekoliko širše dolinsko dno in na njem ter ob Javorskem potoku stoji sredi gozdnatega hribovja Črna na Koroškem. Do sem je Meža tekla ves čas približno proti vzhodu po t. i. srednjekaravanškem podolju, tu pa zavije na sever v ozko sotesko, po kateri se prebija skozi severno krilo Karavank, zgrajeno iz triasnih apnencev in dolomitov; zahodno od nje je mogočna Peca, na vzhodni strani Uršlja gora. 
Edino naselje v tem delu doline je Žerjav, kjer se Meži z desne pridruži Jazbinski potok in kjer sta nekoč delovali separacija in flotacija svinčevo-cinkove rude iz mežiškega rudnika.
Na severnem koncu soteske priteče reka Meža v mesto s podobnim imenom - Mežica, ki stoji že v nekoliko širšem delu doline, izdelanem v manj odpornih metamorfnih kamninah (filiti, filitoidni skrilavci). Ob reki navzdol se mestoma že pojavlja tudi nekoliko obsežnejša naplavna ravnica. Pri Poljani vstopi Meža v Hotuljsko podolje, pas nižjega, gričevnatega sveta med Podjuno v sosednji Avstriji in Slovenjgraško kotlino. Reka ponovno spremeni smer toka in se obrne proti vzhodu, v dnu doline pa je precej ravnega sveta, na katerem stojita mesti Prevalje in Ravne na Koroškem ter obsežen kompleks zgradb ravenske železarne. V tem delu se iz okoliškega hribovja stekajo v Mežo številni pritoki, mdr. Šentanelska reka in Zelenbreški potok iz hribovja Strojna severno od doline ter Barbarski graben, Suha in Hotuljka izpod Uršlje gore na jugu.
Tik pod Ravnami se Meža ponovno zaje v pas metamorfnih kamnin in usmeri proti severovzhodu. Pri Dobrijah se dolinsko dno še zadnjič nekoliko razširi, nato pa sledi poldrugi kilometer dolga soteska z večinoma gozdnatimi pobočji, ki jo je reka zarezala v nekoliko odpornejši gnajs in blestnik. Soteska se na spodnjem koncu na široko odpre v pas nižjega sveta ob labotskem prelomu, kjer se spet obrne proti severu. V Otiškem Vrhu se ji z desne strani pridruži največji pritok Mislinja, s katero se po dobrem kilometru toka družno izlijeta v Dravo v Dravogradu.

## Hidronim in etimologija
Po mnenju jezikoslovcev F. Bezlaja in M. Snoja izvira ime reke iz starejše slovanske besede mъz'á, kar naj bi po Snojevem mnenju pomenilo curljanje, pršenje, rošenje, po Bezlajevem mnenju pa naj bi to pomenilo močvirnat svet. Podobnega izvora naj bi bila tudi sorodna vodna imena v drugih slovanskih deželah, npr. češka reka Mže (zgornji tok Berounke), ukrajinska reka Mža (pritok Severnega Donca) ter Moža (pritok Oba v zahodni Sibiriji). Iz istega korena naj bi izhajala tudi številna ledinska imena za močvirnat svet (Muža, Muže, Može, Mužje, Mužjak idr.)
Ime reke ima v starejših zgodovinskih virih različne, večinoma ponemčene oblike, mdr. in der Miss (1361), zu der Mys (1424), die Miss (1452), in der Mis (1461), an der Miß (1476), Myss (1477), die Miss (1482), von der Müs (1570), Mäscha (1599) itd.
Na jožefinskem vojaškem zemljevidu iz 18. st. se Meža začne šele s sotočjem Tople (Topla Bach) in Bistre (Bistra Bach) nad Črno na Koroškem, nato pa se imenuje Mesa Bach, Miess Bach in Mieß Bach. Na sto let mlajšem avstrijskem vojaškem zemljevidu ima reka enotno ime Miess B.(ach) od izvira do izliva.

## Hidrogeografija
Meža je v zgornjem toku značilna gorska reka z zelo čisto vodo, ki teče po skoraj povsem naravni strugi. V srednjem in spodnjem toku je struga na več odsekih hidromorfološko močno spremenjena, zlasti v večjih naseljih, in če zraven prištejemo še onesnaženost s težkimi kovinami, reka ni v najboljšem stanju.
Zlasti v zgornjem toku ima precej hiter tok, ki se v srednjem in spodnjem delu zaradi manjšega strmca postopoma upočasni. Ima neizrazit alpski snežno-dežni režim s prvim viškom v mesecu aprilu (posledica taljenja snega) in drugim v mesecu novembru zaradi obilnejših jesenskih padavin ter manjšega izhlapevanja. Prvi nižek ima v februarja in je posledica snežne odeje snežna retinenca, nekoliko manj izrazit poletni nižek je v avgustu in nastopi zaradi manjših količin padavin ter povečane evapotranspiracije.
Podobno kot druge naše sredogorske reke ima tudi Meža izrazito hudourniško naravo, kar se dobro vidi iz primerjave med najmanjšimi in največjimi zabeleženimi pretoki v obdobju 1981–2010: na vodomerni postaji Črna je bila ta razlika 183-kratna in le nekoliko manjša v Otiškem Vrhu (171-kratna). Pravzaprav je reka skozi vse leto razmeroma vodnata, saj ima njeno porečje zaradi precejšnjih količin padavin, neprepustne kamninske podlage in velikega deleža strmih pobočij precejšen specifični odtok (22,9 l/s/km2; vodomerna postaja Otiški Vrh I) in odtočni količnik (53,2 %; vodomerna postaja Otiški Vrh I).
Najmanjši in največji zabeleženi pretoki Meže v obdobju 1981–2010 (m3/s):
| Vodomerna postaja | Najmanjši pretok (datum) | Največji pretok (datum) | Povprečni letni pretok |
| ----------------- | ------------------------ | ----------------------- | ---------------------- |
| Črna              | 0,282 (15.2.1989 )       | 51,6 (5.12.1992)        | 2,0                    |
| Otiški Vrh        | 2,17 (11.7.1993)         | 371 (1.11.1990)         | 11,5                   |

Na opozorilni karti poplav ARSO vzdolž Meže ni večjih poplavnih območij, kar je posledica razmeroma široke Mežine struge in izoblikovanosti površja, saj je v večjem delu Mežiške doline razmeroma malo ravnega prostora ob reki. Toda to nikakor ne pomeni, da so ljudje ob Meži popolnoma varni pred hudourniškimi poplavami, čeprav je silovita ujma 21. junija 1961 že skoraj povsem pozabljena. Ob takratnem popoldanskem neurju z izjemno močnimi padavinami, orkanskim vetrom in točo, ki je zajelo ozek pas od Libuč na avstrijskem Koroškem, prek Mežiške doline približno do Topolšice, so v Mežici zabeležili 102,9 mm padavin (od tega najmanj 85 mm v prvi uri neurja), v Podpeci 66,5 mm, v Zgornjem Razborju 65,4 mm in v Topolšici 53,6 mm. V porečju Meže so najbolj divjali sicer majhni hudourniški pritoki Meže med Črno in Poljano ter Barbarski graben, v manjši meri Suha in Hotuljka. Pravo razdejanje je povzročil potoček Šumec v Mežici, saj je v zgornjem toku poglobil strugo za več metrov, v spodnjem toku pa je z bočnim prestavljanjem struge in nasipanjem proda, drevja idr. plavja uničil več hiš. Ker so se v zgornjih delih grap in na njihovih strmih pobočjih utrgali številni zemeljski plazovi, so tudi drugi hudourniki v spodnjem toku, posebno na vršajih, nasuli do več metrov kamnitega plavja, vključno do meter velike skale, ter z njimi poškodovali številne hiše in gospodarske objekte.
Meža s pritoki je močno narasla tudi ob poplavah 1. novembra 1990 in 5. decembra 2012, ko je v spodnjem toku dosegla največje doslej izmerjene pretoke, ki so jih strokovnjaki opredelili kot 100-letne vode. Ob novembrski poplavi 1990 je na vodomerni postaji Otiški Vrh I dosegla sploh največji pretok doslej (371 m3/s) in le neznatno manjšega tudi ob naslednji poplavi decembra 2012 (368,7 m3/s). Obakrat so se v zgornjem delu porečja sprožili številni zemeljski plazovi in na več mestih poškodovali lokalne ceste. Meža je tudi marsikje razdejala strugo in naredila veliko škode na vodni infrastrukturi.

## Kakovost vode
Po uradnih podatkih ARSO je Meža v zgornjem delu porečja nad Črno nad Koroškem v dobrem kemijskem in ekološkem stanju. Dolvodno od Črne je v glavnem v dobrem ekološkem stanju, kemijsko stanje reke pa je slabo zaradi vsebnosti svinca in kadmija, kar je posledica dolgoletnega pridobivanja in predelave svinca in cinka ter železarstva v Mežiški dolini. Razmere se po zaprtju in sanaciji rudnika svinca in cinka sicer izboljšujejo, vendar Meža še vedno spada med najbolj s težkimi kovinami onesnažene vodotoke v vsej Sloveniji. Takšno stanje se bo nadaljevalo tudi v prihodnje, saj bo potrebno kar veliko časa, da se bodo nakopičene težke kovine po naravni poti splaknile iz močno obremenjenega okolja.
O težkih kovinah v Meži, predvsem v njenih sedimentih in v prsteh, je bila opravljena vrsta raziskav, rezultati analiz vsebnosti težkih kovin v sedimentih Meže in pritokov pa so predstavljeni v študiji Vsebnosti svinca in drugih težkih kovin v sedimentih na območju Mežiške doline. Glavni viri težkih kovin so bili nekoč štirje: naravno spiranje iz odlagališč jalovine, prah od mletja svinčevo-cinkove rude ter mulj iz flotacije v Žerjavu in tudi ravenska železarna. Obsežne ukrepe za zmanjšanje onesnaženja so začeli izvajati šele po letu 1979, mdr. so prenehali spuščati mulj iz flotacije naravnost v reko (odtlej so ga odlagali v opuščene rudniške rove) in postavili odpraševalne naprave v Žerjavu. Po letu 1988 so v okviru postopnega zapiranja rudnika izvedli vrsto  projektov za zmanjšanje onesnaževanja, vendar je v prsteh in rečnih sedimentih ostalo še veliko težkih kovin.
Daleč največ svinca je v sedimentu Helenskega potoka (v frakciji večji od 0,063 mm kar 14.200 mg/kg), veliko ga je tudi v naplavini  Mušenika (1423 mg/kg) in potoka v Jančarjevi grapi (3250 mg/kg). V naplavinah Meže je do izliva Helenskega potoka zelo malo svinca, pod sotočjem se vsebnost poveča na okoli 700 mg/kg in narašča navzdol proti Mežici do Polene (4147 mg/kg), od tam pa se počasi zmanjšuje proti izlivu, čeprav ostaja ves čas visoka.
Podobno je z vsebnostjo cinka v naplavinah: daleč največ ga je v naplavini Helenskega potoka (22.500 mg/kg) in v Jančarjevi grapi (7472 mg/kg). V naplavinah Meže je do izliva Helenskega potoka cinka zelo malo, nato se vsebnost poveča na okoli 1000 mg/kg in še narašča po toku navzdol do Polene, kjer doseže 2343 mg/kg. Od Polene navzdol se vsebnost cinka sprva zmanjšuje, od Poljane navzdol pa spet narašča do Raven (2500 mg/kg) in pod Ravnami postopoma upada do izliva. Poleg teh dveh težkih kovin so v sedimentih Meže in pritokov tudi še druge težke kovine, predvsem kadmij in molibden, v bližini ravenske železarne pa še kobalt, krom, baker, železo in nikelj, kar je posledica delovanja železarne.
Vnos odpadnih voda in drugih snovi iz industrijskih dejavnosti v Mežo se je v zadnjih dveh desetletjih močno zmanjšal, saj so  v največjih podjetjih (Železarna Ravne, Lek Prevalje, TAB Mežica) močno izboljšali tehnološke procese oziroma zgradili lastne čistilne naprave. Danes si npr. težko predstavljamo, da so iz separacije in flotacije v Žerjavu vse do leta 1979 neposredno v Mežo odtekale vse odpadne vode z izjemno visokimi koncentracijami svinca in drugih težkih kovin, ki so dobesedno pomorile vse življenje v reki in zastrupljale ljudi po vsej dolini. Dotlej je veljala Meža že več desetletij za najbolj onesnaženo reko v vsej Sloveniji. Precejšno obremenitev so do nedavna predstavljale tudi komunalne odplake, vendar se razmere izboljšujejo po izgradnji novih čistilnih naprav in kanalizacijskega omrežja v Črni na Koroškem, Mežici, na Prevaljah in Ravnah na Koroškem.

## Ljudje in reka
Življenje v Mežiški dolini je že od nekdaj tesno povezano z reko Mežo in njenimi pritoki, saj je ljudem nekoč dajala potrebno energijo za pogon žag in mlinov. Pomembno vlogo je imela tudi pri razvoju rudarstva in železarstva, tesno ob njej so vsa večja naselja, rezultat vsega tega pa so precejšnje spremembe v izoblikovanosti rečne struge in tudi same reke. V zgornjem toku do Črne je struga večinoma v povsem naravnem stanju, manjši posegi so bili izvedeni le na krajših odsekih. V Črni je Meža zajezena in precejšen delež vode odvajajo po podzemnem kanalu do male hidroelektrarne v mežiškem rudniku, tako da je v strugi Meže vse do jezu male hidroelektrarne Polena v Mežici razmeroma malo vode.
Tudi v srednjem in spodnjem toku so določeni odseki v še bolj ali manj naravnem stanju, močno pa je struga spremenjena v večjih naseljih (v Mežici, pri Poljani, na Prevaljah in Ravnah na Koroškem). Starejša ureditev je v Mežici, kjer so že pred prvo svetovno vojno regulirali in prestavili 1,5 km dolg odsek Meže ter ob njej postavili elektrarni Polena in Pustnik.
Drugod so strugo kasneje preurejali le zaradi varovanja pred poplavami in preprečevanja erozijskega delovanja reke. Zdaj je v teh naseljih spremenjena v umetni kanal, dostop do vode je zelo omejen. Ena od posledic tega je, podobno kot v mnogih drugih slovenskih krajih, da ljudje nimajo več pravega odnosa do reke in je ta v zavesti vse bolj prisotna kot nadloga in ne vrednota.

## Varstvo narave
Precejšen del porečja zgornje Meže skoraj do izliva Tople je vključen v območje Natura 2000 (Grintovci). Manjše območje Nature 2000 je tudi okrog Votle peči pod Ravnami na Koroškem, ki je tudi zavarovano kot naravna vrednota državnega pomena. Celotno porečje levega pritoka Tople je od leta 1966 zavarovano kot krajinski park Topla.
Nekoč skoraj mrtva reka si je v zadnjih desetletjih izdatno opomogla in je danes pomembna tako zaradi vodnih kot obvodnih habitatov. V zgornjem toku, kjer tudi v preteklosti ni bila onesnažena, živita od ribjih vrst le potočna postrv (Salmo trutta) in kapelj (Cottus gobio). Srednji in spodnji tok Meže poseljujejo klen (Squalius cephalus), mrena (Barbus barbus), podust (Chondrostoma nasus), potočna postrv (Salmo trutta), tudi lipan (Thymallus thymallus) in tujerodna šarenka (Oncorhynchus mykiss). Z ribjim življem v reku upravlja Koroška ribiška družina.